# Puchar Dalekowschodni w narciarstwie alpejskim kobiet 2023/2024
Puchar Dalekowschodni w narciarstwie alpejskim kobiet w sezonie 2023/2024 – zawody rozgrywane pod patronatem Międzynarodowej Federacji Narciarskiej (FIS). Pierwsze zawody tej edycji odbyły się 5 grudnia 2023 r. w chińskim ośrodku Wanlong Ski Resort, natomiast ostatnie zawody sezonu zostały rozegrane 29 lutego 2024 r. w japońskim ośrodku narciarskim Sugadaira Kōgen.
Triumfu w klasyfikacji generalnej z poprzedniego sezonu broniła reprezentantka Korei Południowej Gim So-hui, która obroniła wywalczony przed rokiem tytuł.

## Podium zawodów
| Lp. | Data             | Miejscowość        | Konkurencja | 1. miejsce      | 2. miejsce      | 3. miejsce     |
| --- | ---------------- | ------------------ | ----------- | --------------- | --------------- | -------------- |
| 1.  | 5 grudnia 2023   | Wanlong Ski Resort | Gigant      | Mikoto Onishi   | Eren Watanabe   | Gim So-hui     |
| 2.  | 6 grudnia 2023   | Wanlong Ski Resort | Gigant      | Ayano Yokoo     | Miho Mizutani   | Gim So-hui     |
| 3.  | 7 grudnia 2023   | Wanlong Ski Resort | Slalom      | Eren Watanabe   | Yoko Ishijima   | Miho Mizutani  |
| 4.  | 8 grudnia 2023   | Wanlong Ski Resort | Slalom      | Mikayla Smyth   | Gim So-hui      | Eren Watanabe  |
| 5.  | 7 stycznia 2024  | Yanqing            | Zjazd       | Hinata Fukasawa | Mikoto Onishi   | Ma Yongqi      |
| 6.  | 8 stycznia 2024  | Yanqing            | Zjazd       | Hinata Fukasawa | Mikoto Onishi   | Song Wenmiao   |
| 7.  | 10 stycznia 2024 | Yanqing            | Supergigant | Mikoto Onishi   | Hinata Fukasawa | Ma Yongqi      |
| 8.  | 11 stycznia 2024 | Yanqing            | Supergigant | Mikoto Onishi   | Hinata Fukasawa | Zhang Yuying   |
| 9.  | 1 lutego 2024    | Yongpyong Resort   | Slalom      | Gim So-hui      | Chisaki Maeda   | Kang Young-seo |
| 10. | 2 lutego 2024    | Yongpyong Resort   | Slalom      | Chisaki Maeda   | Yoko Ishijima   | Ayano Yokoo    |
|     | 5 lutego 2024    | Yongpyong Resort   | Gigant      | Odwołano        | Odwołano        | Odwołano       |
|     | 6 lutego 2024    | Yongpyong Resort   | Gigant      | Odwołano        | Odwołano        | Odwołano       |
| 11. | 7 lutego 2024    | Yongpyong Resort   | Slalom      | Eren Watanabe   | Chisaki Maeda   | Yoko Ishijima  |
| 12. | 8 lutego 2024    | Yongpyong Resort   | Slalom      | Eren Watanabe   | Chisaki Maeda   | Gim So-hui     |
|     | 27 lutego 2024   | Sugadaira Kōgen    | Gigant      | Odwołano        | Odwołano        | Odwołano       |
| 13. | 28 lutego 2024   | Sugadaira Kōgen    | Gigant      | Shizuku Hirota  | Eren Watanabe   | Hina Honda     |
| 14. | 29 lutego 2024   | Sugadaira Kōgen    | Slalom      | Gim So-hui      | Mikayla Smyth   | Chisaki Maeda  |
| 15. | 29 lutego 2024   | Sugadaira Kōgen    | Slalom      | Mikayla Smyth   | Chisaki Maeda   | Gim So-hui     |

## Klasyfikacje
| Lp. | Zawodniczka     | Punkty |
| --- | --------------- | ------ |
| 1.  | Gim So-hui      | 615    |
| 2.  | Eren Watanabe   | 606    |
| 3.  | Mikoto Onishi   | 605    |
| 4.  | Chisaki Maeda   | 480    |
| 5.  | Ayano Yokoo     | 409    |
| 6.  | Hinata Fukasawa | 387    |
| 6.  | Yoko Ishijima   | 387    |
| 8.  | Yui Ishizuka    | 322    |
| 9.  | Miho Mizutani   | 320    |
| 10. | Seika Kotsugai  | 309    |

| Lp. | Zawodniczka     | Punkty |
| --- | --------------- | ------ |
| 1.  | Hinata Fukasawa | 200    |
| 2.  | Mikoto Onishi   | 160    |
| 3.  | Song Wenmiao    | 100    |
| 4.  | Ding Jie        | 82     |
| 5.  | Fan Lin         | 81     |
| 6.  | Ma Yongqi       | 60     |
| 7.  | Zhu Tianhui     | 50     |
| 8.  | Zhang Yuying    | 45     |
| 9.  | Kong Fanying    | 29     |
| 10. | Luo Mingxiu     | 26     |

| Lp. | Zawodniczka     | Punkty |
| --- | --------------- | ------ |
| 1.  | Mikoto Onishi   | 200    |
| 2.  | Hinata Fukasawa | 160    |
| 3.  | Wang Meixia     | 95     |
| 4.  | Fan Lin         | 86     |
| 5.  | Ding Jie        | 80     |
| 6.  | Ma Yongqi       | 60     |
| 6.  | Zhang Yuying    | 60     |
| 8.  | Song Wenmiao    | 45     |
| 9.  | Luo Mingxiu     | 32     |
| 10. | Wang Shengjie   | 29     |

| Lp. | Zawodniczka     | Punkty |
| --- | --------------- | ------ |
| 1.  | Ayano Yokoo     | 190    |
| 2.  | Gim So-hui      | 165    |
| 3.  | Eren Watanabe   | 160    |
| 4.  | Miho Mizutani   | 152    |
| 5.  | Shizuku Hirota  | 146    |
| 6.  | Yukino Hatanaka | 114    |
| 7.  | Yui Ishizuka    | 112    |
| 8.  | Rira Maehana    | 104    |
| 9.  | Mikoto Onishi   | 100    |
| 10. | Hina Honda      | 81     |

| Lp. | Zawodniczka    | Punkty |
| --- | -------------- | ------ |
| 1.  | Chisaki Maeda  | 480    |
| 2.  | Gim So-hui     | 450    |
| 3.  | Eren Watanabe  | 446    |
| 4.  | Yoko Ishijima  | 334    |
| 5.  | Mikayla Smyth  | 280    |
| 6.  | Seika Kotsugai | 269    |
| 7.  | Ayano Yokoo    | 219    |
| 8.  | Yui Ishizuka   | 210    |
| 9.  | Hina Honda     | 196    |
| 10. | Yukina Tomii   | 178    |